# مارتن كيرشنر
مارتن كيرشنر (ولد في فروتسواف في 28 أكتوبر 1879 وتوفي سنة 1942)، جراح ألماني عرف بابتكاره أسلاك كيرشنر التي ما زالت تحمل اسمه حتى اليوم.
درس في جامعات فرايبورغ وستراسبورغ وزيورخ وميونخ.
عقب تخرجه بجامعة ستراسبورغ سنة 1904 اتجه إلى برلين ليقوم بدراساته العليا تحت إشراف رودولف فون رنفيرس (بالألمانية: Rudolf von Renvers) ـ (1854 ـ 1909). ثم عمل في عيادة جامعة غرايفسفالت الجراحية تحت إشراف إرفين باير (بالألمانية: Erwin Payr) ـ (1871 ـ 1947) بين عامي 1908 و1910، ثم انتقل إلى جامعة كونيغسبرغ ليعمل مع باير وبول ليوبولد فريدريش (بالألمانية: Paul Leopold Friedrich) ـ (1864 ـ 1916). عيِّن كيرشنر أستاذاً للجراحة بجامعة كونيغسبرغ سنة 1916، ثم شغل كرسي الجراحة بجامعة توبنغن سنة 1927.
في 18 مارس 1924 أجرى كيرشنر أول عملية ناجحة لنزع السداد من الشريان الرئوي (بالإنجليزية: pulmonary artery embolectomy)‏، وهي العملية المسماة بعملية ترندلنبرغ (بالإنجليزية: Trendelenburg’s operation)‏ كما طور طريقة جديدة لعمل مريء اصطناعي، وطريقة لفتح مفصل الركبة جراحياً، أما الابتكار الذي خلد اسم كيرشنر إلى اليوم فهو أسلاك كيرشنر التي ما تزال تستخدم في جراحة العظام.